# 文震亨

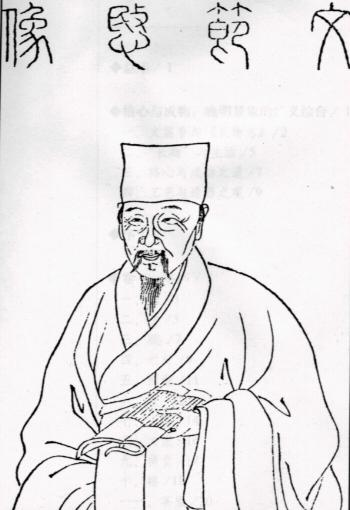
文震亨

文震亨（1585年—1645年），字啟美，南直隸蘇州府長洲縣人，祖籍湖廣衡州府衡山縣，明末画家。

## 生平
文震亨生于万历十三年（1585年），是書画家文徵明曾孫，篆刻家文彭孫，文震孟弟。天啟六年（1626年）選為貢生。曾參與五人事件，營救被魏忠賢迫害的周順昌。
崇祯年間为中书舍人，武英殿给事。曾任職於南明，遭到阮大鋮、马士英等排擠，辞官退隐。
弘光元年（清顺治二年，1645年），清军攻占苏州后，避居阳澄湖。清军推行剃发令，自投于河，被家人救起，绝食六日而亡。
文震亨家富藏书，长于诗文繪画，善园林设计，著有《长物志》十二卷，为传世之作。并著有《香草诗选》、《仪老园记》、《金门录》、《文生小草》等。近年有学者从明代物质文化的角度深入探讨文震亨的《长物志》。

## 資料來源
1. ↑  《四库全书总目提要》评述：“震亨世以书画擅名，耳濡目染，与众本殊。故所言收藏赏鉴诸法，亦具有条理。”
2. ↑  （明）文震亨原著：《长物志图说》，2005年，山东画报出版社，ISBN 7-80603-779-9。
3. ↑  Craig Clunas: Superfluous Things, Material Culture and Social Status in Early Modern China, University of Hawaii Press 2004, ISBN 0-8248-2820-8.